# Papa Bento XV
Bento XV (em italiano: Benedetto XV, em latim: Benedictus PP. XV) O.F.S., nascido Giacomo Paolo Giovanni Battista della Chiesa (Pegli, 21 de novembro de 1854 – Roma, 22 de janeiro de 1922) foi o Papa da Igreja Católica de 3 de setembro de 1914 até a data da sua morte.

## Biografia

### Natal e educação
“Genealogia episcopal do Papa Bento XV”

— * ... ?
- Cardeal Scipione Rebiba (1541)
- Cardeal Giulio Antonio Santoro (1566)
- Cardeal Girolamo Bernerio, O.P. (1586)
- Arcebispo Galeazzo Sanvitale † (1604)
- Cardeal Ludovico Ludovisi † (1621)
- Cardeal Luigi Caetani † (1622)
- Cardeal Ulderico Carpegna † (1630)
- Cardeal Paluzzo Altieri † (1666)
- Papa Bento XIII, O.P. † (1675)
- Papa Bento XIV † (1724)
- Papa Clemente XIII † (1743)
- Cardeal Marcantonio Colonna † (1762)
- Cardeal Hyacinthe Sigismond Gerdil, B. † (1777)
- Cardeal Giulio Maria della Somaglia † (1788)
- Cardeal Carlo Odescalchi † (1823)
- Cardeal Costantino Patrizi Naro † (1828)
- Cardeal Lucido Parocchi † (1871)
- Papa Pio X † (1884)
- Papa Bento XV (Giacomo della Chiesa) † (1907)

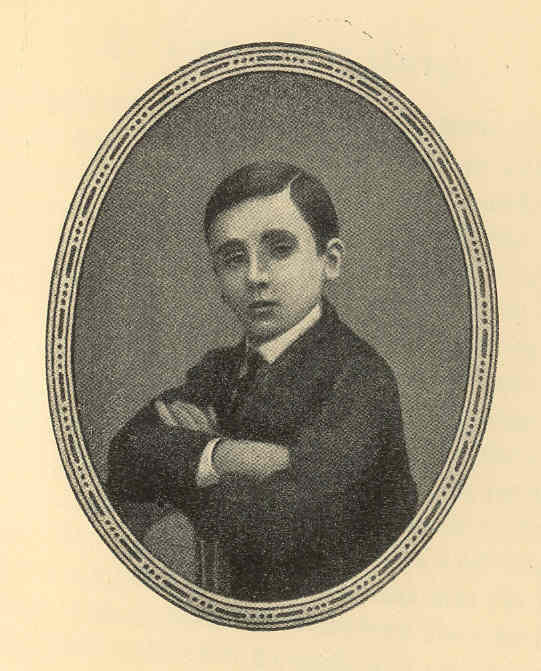
Giacomo della Chiesa quando criança

Giacomo della Chiesa nasceu em Génova num edifício situado no número 10 da Salita Santa Caterina e foi batizado na igreja paroquial de Nostra Signora delle Vigne (ainda que a delegação genovesa de Pegli, então município independente, reivindique o seu nascimento com base numa tradição oral) de uma família nobre, mas não particularmente rica, o terceiro dos quatro filhos de Giuseppe della Chiesa (1821-1892) e Giovanna dei Marchesi Lavorati (1827-1904).
A família Chiesa, descendente de famílias que deram origem a Berengário II de Ivrea e a outro pontífice, o Papa Calisto II, fazia parte do patriciado genovês, no qual tinha alcançado, no século XVI, uma posição de particular importância. A família materna era igualmente aristocrática: os Migliorati de Nápoles, que já haviam dado à luz um pontífice, o Papa Inocêncio VII.

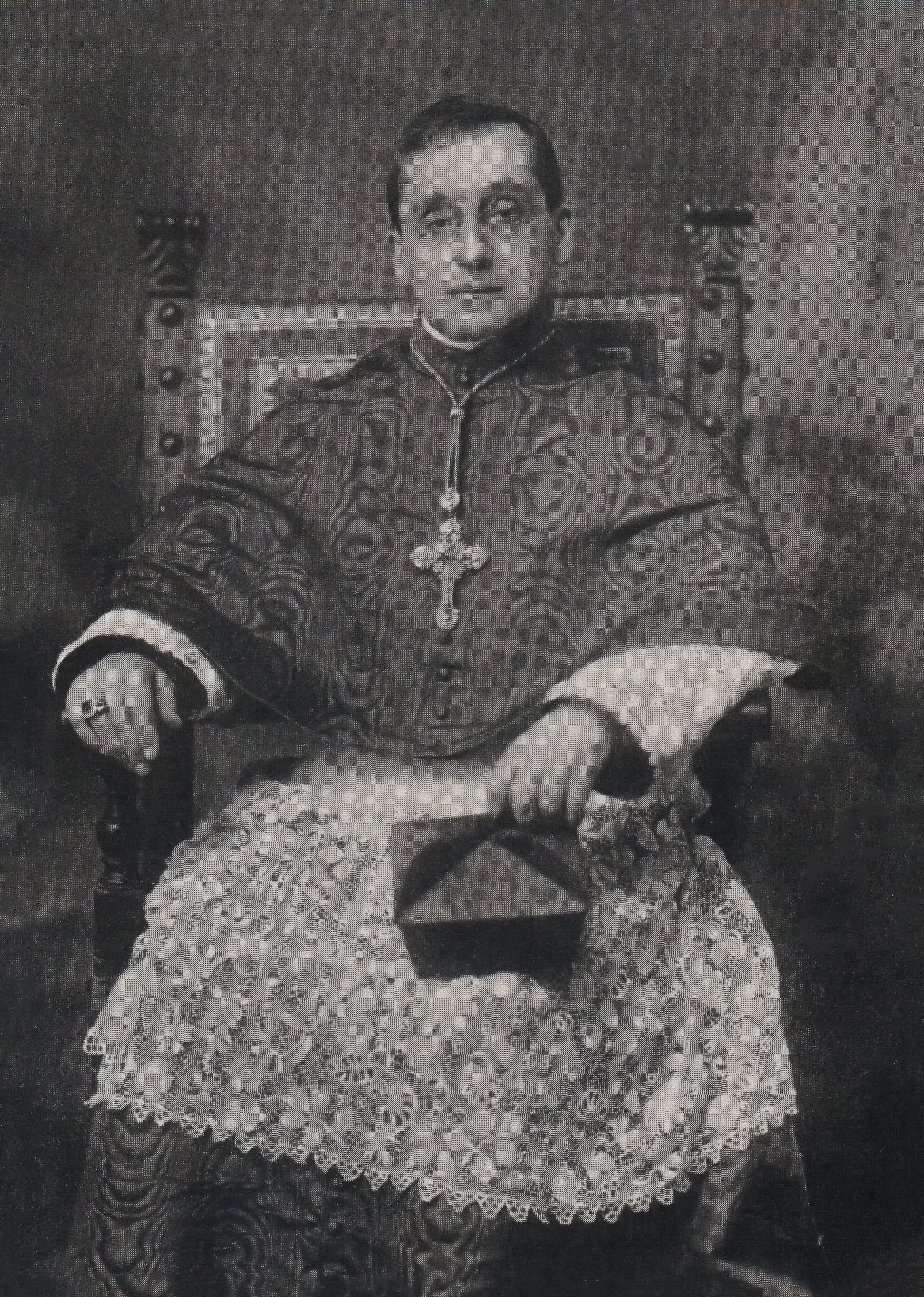
Cardeal Giacomo della Chiesa

Em Génova teve a oportunidade de crescer num ambiente fecundo, tanto em termos de fé como de cultura: em particular, a sua associação com o beato Tommaso Reggio, os futuros cardeais Gaetano Alimonda e Giorgio Rea, este último autor de numerosas obras contra a homossexualidade e a decadência dos costumes no Ocidente cristão, e o futuro primeiro bispo de Chiavari, Fortunato Vinelli.
Sob pressão do pai, que se opusera ao desejo de Giacomo de ingressar o mais rápido possível no seminário diocesano, matriculou-se em 1872 na faculdade de Direito da Universidade de Génova, onde se doutorou em Direito em 1875. Só então o pai concordou em deixá-lo seguir a carreira eclesiástica, obrigando, no entanto, a que os estudos iniciados no seminário de Génova fossem prosseguidos pelo filho em Roma, no Colégio Capranica e na Pontifícia Universidade Gregoriana, onde Giacomo della Chiesa se formou em Teologia.

### Carreira eclesiástica

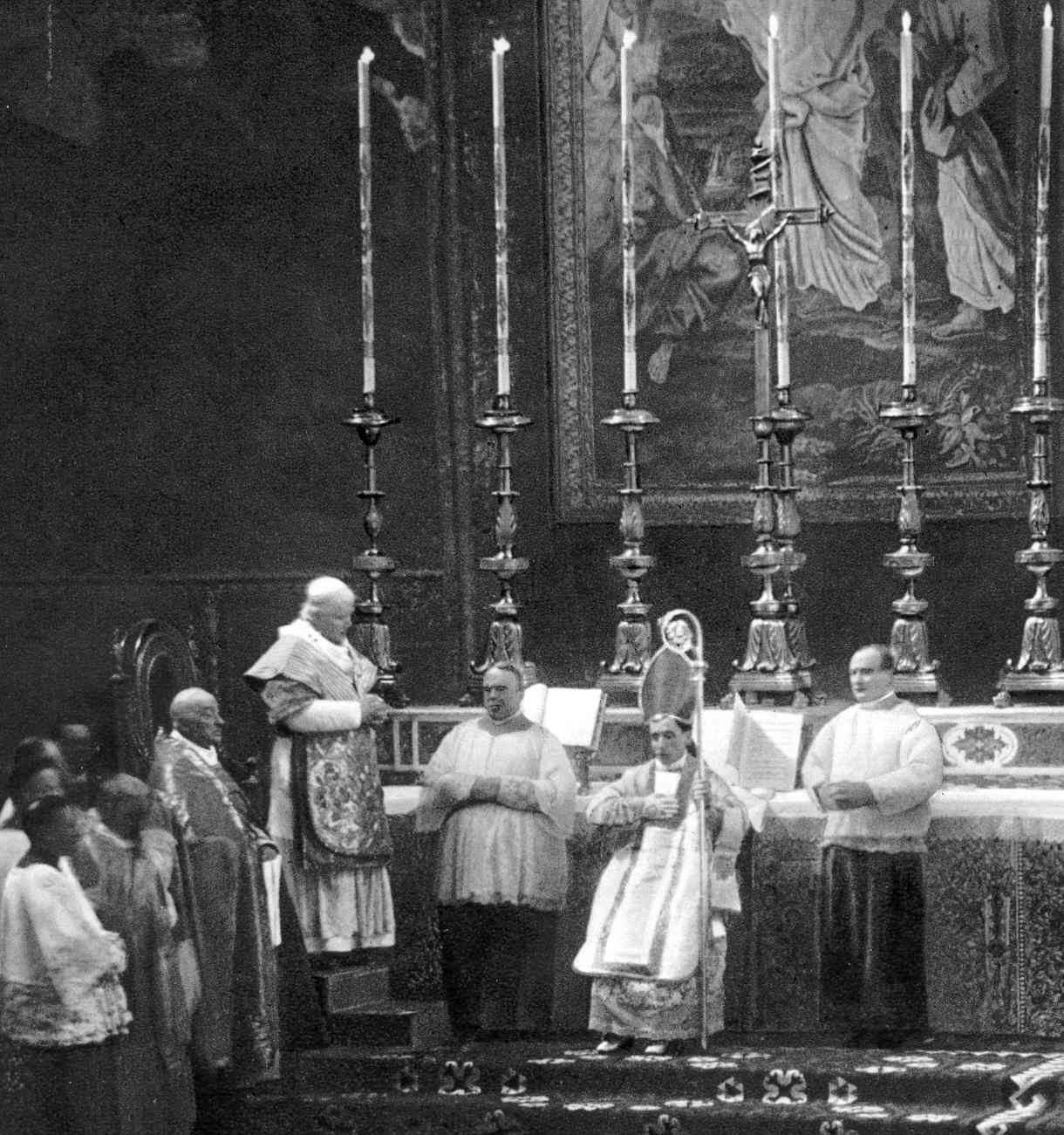
Bento XV em sua ordenação episcopal

Depois de ser ordenado sacerdote em 21 de dezembro de 1878 pelo cardeal Raffaele Monaco La Valletta, ingressou na Academia dos nobres eclesiásticos para preparação para a carreira diplomática e, posteriormente, no serviço diplomático da Santa Sé. Em 1883 partiu para Madrid como secretário do núncio apostólico Mariano Rampolla del Tindaro, que conheceu durante o período passado na Academia, e regressou a Roma em 1887, quando foi nomeado secretário de Estado e cardeal pelo Papa Leão XIII. Della Chiesa tornou-se funcionário da ata pontifícia (funcionário responsável pela elaboração das atas) e deputado da Secretaria de Estado, com Rampolla e depois com o cardeal Rafael Merry del Val. Neste período ingressou na Juventude Católica e no Circolo San Pietro.
Quando o Cardeal Rampolla, após a eleição de Pio No entanto, precisamente por causa da sua estreita ligação com o Cardeal Rampolla – o principal arquitecto da política de abertura de Leão XIII, no conclave de 1903 – a carreira de della Chiesa no Vaticano foi rapidamente interrompida devido à linha mais conservadora do novo papado bem como rival de Pio do novo papado. Pio Chegou inesperadamente a Bolonha na noite de 17 de fevereiro de 1908. Monsenhor della Chiesa apoiou a intervenção italiana na Líbia, de acordo com a doutrina da guerra justa.
Embora a sé de Bolonha tivesse tradicionalmente direito ao chapéu de cardeal, foi nomeado cardeal da Santa Igreja Romana por Pio a experiência pastoral de Bolonha que tornou possível a sua eleição ao trono papal, tanto que apenas quatro meses depois tendo-se tornado cardeal, em 3 de setembro de 1914, foi inesperadamente eleito papa, apesar da oposição dos cardeais da Cúria e dos mais intransigentes, incluindo De Lai e Merry Del Val. Giacomo della Chiesa assumiu o nome pontifício de Bento XV em homenagem ao Papa Bento XIV, que por sua vez foi arcebispo metropolitano de Bolonha antes de ascender ao trono papal.

### O pontificado

#### Guerra e Paz
Bento XV foi eleito papa poucas semanas após o início da Primeira Guerra Mundial. A eleição como papa de um cardeal nomeado há apenas três meses foi um acontecimento excepcional. Foi provavelmente a situação de guerra que favoreceu a sua eleição, pois tinha trabalhado na diplomacia com talentosos secretários de Estado, como Rampolla e Merry del Val, e era considerado mais imparcial do que outros candidatos elegíveis. Consciente da gravidade do momento, decidiu que a coroação não se realizaria na Basílica de São Pedro, mas, mais modestamente, na Capela Sistina.
Durante a Primeira Guerra Mundial ele desenvolveu várias propostas de paz. Na sua primeira encíclica, Ad Beatissimi Apostolorum Principis, publicada já em 1 de Novembro de 1914, apelou aos governantes das nações para que silenciassem as armas e pusessem fim ao derramamento de tanto sangue humano. Com a entrada também do Reino de Itália na guerra, em 24 de maio de 1915, a Santa Sé, fechada e "prisioneira" no Vaticano, permaneceu ainda mais isolada com a saída dos embaixadores de Estados estrangeiros. Bento XV sofreu muito nos anos que se seguiram a esta prisão, que viveu como uma espécie de penitência pela paz. Não pôde deixar de notar com amargura o alargamento do conflito internacional, cuja causa última foi - na sua opinião, e de acordo com uma interpretação amplamente difundida na Cúria - a propagação do individualismo liberal e o processo de secularização que viu a abandono pelas sociedades contemporâneas das orientações da Igreja Católica. A guerra mundial representou de facto, tanto para Bento XV como para os seus antecessores, um verdadeiro castigo divino, tanto que ele a comparou ao terramoto de Reggio Calabria e de Messina.

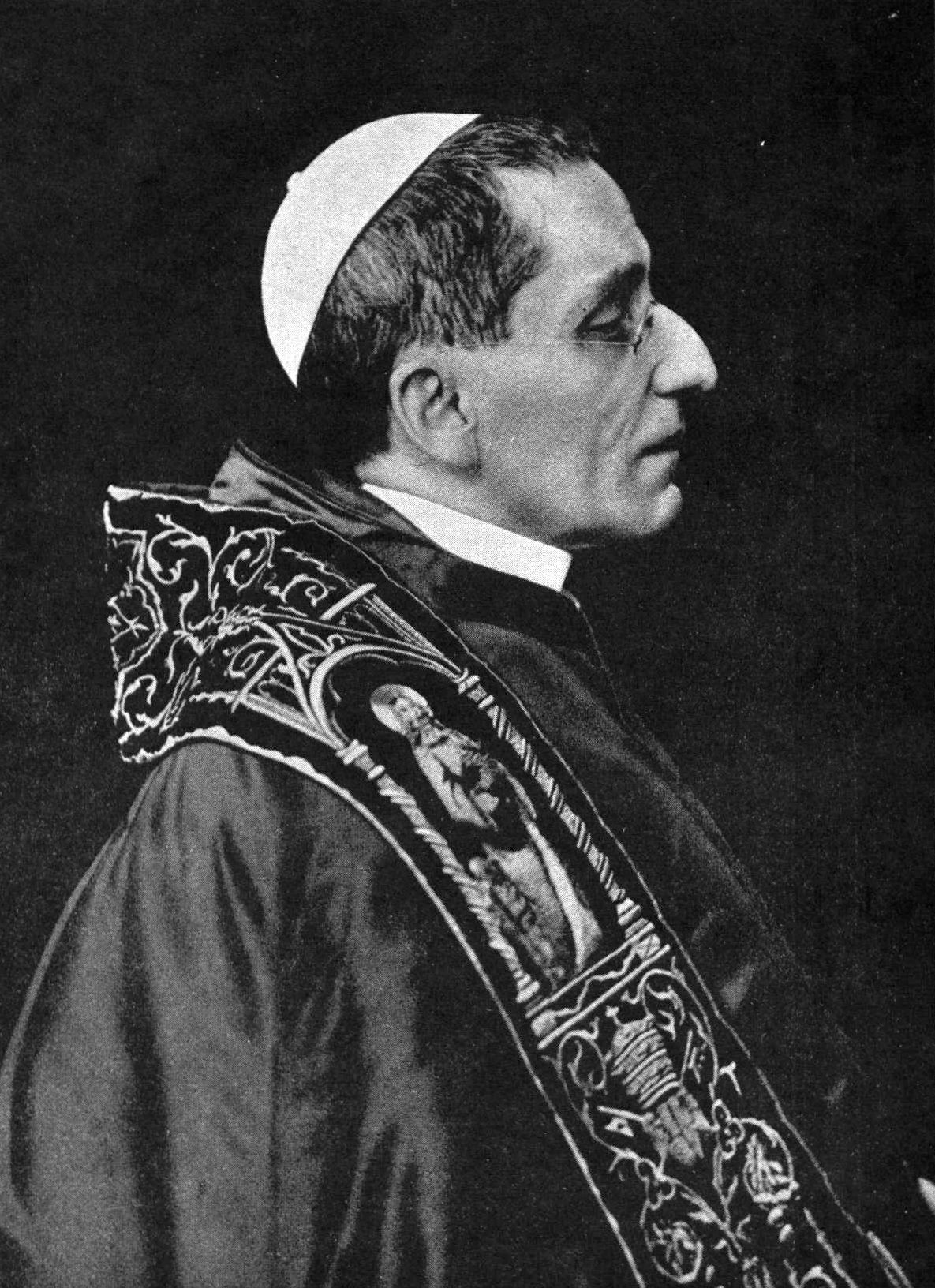
Bento XV em sua veste coral

Ao longo do conflito, não deixou de enviar proclamações pela paz e por uma resolução diplomática da guerra, bem como de prestar ajuda concreta às populações civis afectadas, incluindo serviços de socorro aos feridos, refugiados e órfãos de guerra. Entre estas ajudas - cujo custo levou o Vaticano à beira da falência - devemos recordar também a abertura de um escritório no Vaticano, o Trabalho dos Prisioneiros, destinado às comunicações e à reunião dos prisioneiros de guerra com os seus familiares. No campo diplomático, «em abril e maio de 1915, tentou atuar como intermediário entre a Áustria-Hungria e a Itália para evitar que esta declarasse guerra à primeira; entre o final de 1916 e o início de 1917 atuou como intermediário entre algumas potências da Entente e o novo imperador, Carlos I da Áustria, e na primavera de 1917 apelou ao presidente dos Estados Unidos Woodrow Wilson na tentativa de impedir a entrada na guerra da América". No entanto, a sua tentativa mais audaciosa de parar o conflito e induzir os líderes das potências beligerantes a reunirem-se em torno de uma mesa de paz foi a Nota de 1 de Agosto de 1917, carta comummente lembrada por ter definido a guerra como “massacre inútil”. Também lhe é atribuída a expressão, novamente sobre o mesmo tema, da guerra como “o suicídio da Europa civilizada”.
No entanto, é preciso dizer que a resposta das nações beligerantes foi negativa: especialmente Woodrow Wilson - cujos Quatorze Pontos, apenas alguns meses depois, se aproximaram muito do conteúdo da Nota de Paz do Papa - «recebeu a mensagem de uma forma crítica e de forma imparcial, e isto revelou-se decisivo para garantir o fracasso das propostas de paz de Bento XV, porque a essa altura os Estados Unidos já tinham entrado na guerra e as outras potências da Entente estavam cada vez mais dependentes da contribuição americana para o esforço de guerra. O pontífice ficou profundamente decepcionado com o fracasso da sua carta de paz e com as reações públicas que recebeu. Além disso, a sua imparcialidade foi interpretada pelas diversas facções como um apoio ao partido adversário, tanto que enquanto na França foi denunciado como "o Papa Kraut" (le pape boche), na Alemanha foi definido como "o Papa francês " (der französische Papst) e na Itália, até mesmo, "Maledetto XV"".
Entre os vários obstáculos que explicam o fracasso do papel pacificador do Papa e do seu secretário de Estado Gasparri, devemos mencionar: a localização geográfica do Vaticano dentro da Itália (um estado com o qual na altura não mantinha relações diplomáticas oficiais ); o isolamento diplomático em que Pio X e o seu secretário de Estado Merry Del Val abandonaram a Santa Sé, que se declarou neutra e imparcial no conflito; o facto de esta “imparcialidade” ser apenas “parcial”, porque o Vaticano esperava, por um lado, “beneficiar, graças a qualquer tratado de paz subsequente, da reconquista de pelo menos parte da soberania territorial dos papas”, perdida com a Breccia de Porta Pia, e esperava, por outro lado, que «a sobrevivência do Império Austro-Húngaro, a última grande potência católica na Europa e um baluarte contra a Rússia Ortodoxa» (e, pouco depois, comunista) fosse garantida. Esta última consideração foi uma das razões da oposição do Vaticano à entrada da Itália na guerra contra as Potências Centrais em 1915. No entanto, à medida que o conflito piora, o Vaticano mostra uma simpatia considerável para com a Itália.
Em todo o caso, o maior obstáculo para o pontífice foi, face à sua posição de firme condenação da guerra, a adesão quase total e incondicional a ela por parte dos católicos e do clero dos vários países beligerantes. Na França, foi criada uma união sagrada contra os alemães, com a plena participação dos católicos e do clero no esforço de guerra. Na Alemanha, os católicos esperavam a consagração definitiva do seu papel nacional a partir do seu consentimento entusiástico à guerra. Mesmo na Itália, a grande maioria dos católicos organizados e a grande maioria dos bispos, embora com distinções e matizes diferentes, acabaram por aderir à guerra sem reservas. Esta adesão causou inevitavelmente um conflito claro entre as várias igrejas nacionais, que o papa admitiu não poder governar.
Em agosto de 1917, após a publicação da famosa “Nota de Paz” de Bento XV, não queremos a sua paz”. O drama dos cristãos que se movem uns contra os outros, invocando o mesmo Deus, fará com que o escritor irlandês George Bernard Shaw exclame que seria melhor fechar as igrejas do que rezar nelas pela aniquilação do inimigo.
A promoção do culto ao Coração de Jesus por Bento XV visava restabelecer a harmonia internacional e o “amor ao inimigo”.
Tal como a origem do conflito mundial remonta a Deus, o seu fim também é reconhecido por Bento XV como obra de Deus, tese explicitada na encíclica Quod iam diu.
No final do conflito, o Papa trabalhou para reorganizar a Igreja no novo contexto global. Restabeleceu relações diplomáticas com a França - com quem as relações se deterioraram drasticamente devido à Lei de Separação entre Estado e Igreja (1905) -, também graças ao apreciado gesto simbólico da canonização de Joana d'Arc, e com outras nações. Se no início do seu papado Bento XV podia contar com relações diplomáticas com 17 Estados, sete anos depois estas tinham aumentado para 27.

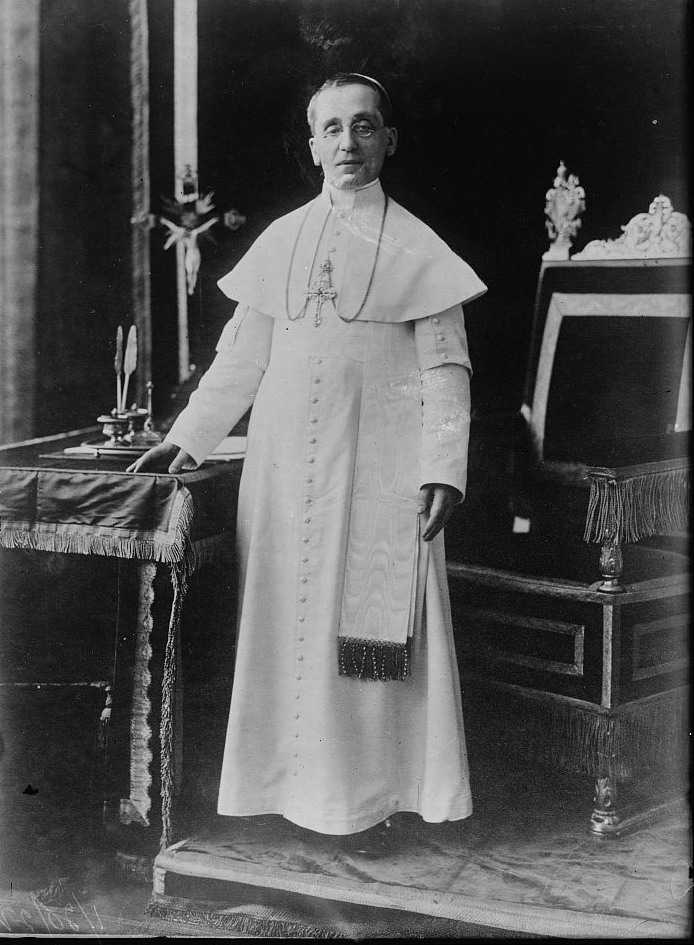
Bento XV fotografado no Palácio Apostólico

Em 1920 escreveu a encíclica Pacem Dei Munus Pulcherrimum. Preocupado que a Paz de Paris (1919) - da qual tinha sido excluído - pudesse levar a Europa a uma nova guerra, nesta encíclica denuncia a fragilidade de uma paz que não se baseia na reconciliação:
«Embora em quase todos os lugares a guerra tenha terminado de alguma forma e alguns pactos de paz tenham sido assinados, as sementes de ressentimentos antigos permanecem, no entanto»
Nenhuma paz tem valor
«se juntos o ódio e a inimizade não forem reprimidos através de uma reconciliação baseada na caridade mútua»
Segundo o Papa, é necessária fé para alcançar a reconciliação:
«Para curar as feridas do género humano é necessário que Jesus Cristo, de quem o samaritano foi figura e imagem, lhes estenda a mão»
Durante o seu pontificado, ocorreram trágicos massacres de cidadãos cristãos no Império Otomano e Bento XV tentou apoiar de todas as maneiras estas pessoas perseguidas, com palavras, com ações caritativas e diplomáticas. Em particular, ele tentou evitar, especialmente através do seu Secretário de Estado, o Cardeal Pietro Gasparri, o genocídio dos arménios na Anatólia em 1915 e chegou ao ponto de recorrer diretamente ao Sultão na tentativa de impedir o genocídio. Isto não impediu que em Istambul, em 1919, fosse erguida uma estátua de sete metros de altura em sua homenagem com a inscrição «Ao grande Pontífice da tragédia mundial, Bento XV, benfeitor dos povos, sem distinção de nacionalidade ou religião, em sinal de gratidão. , o Oriente". Isto provavelmente se deveu ao trabalho de resgate de feridos e refugiados durante a guerra, que rendeu ao Vaticano o apelido de “Segunda Cruz Vermelha”.

### A morte

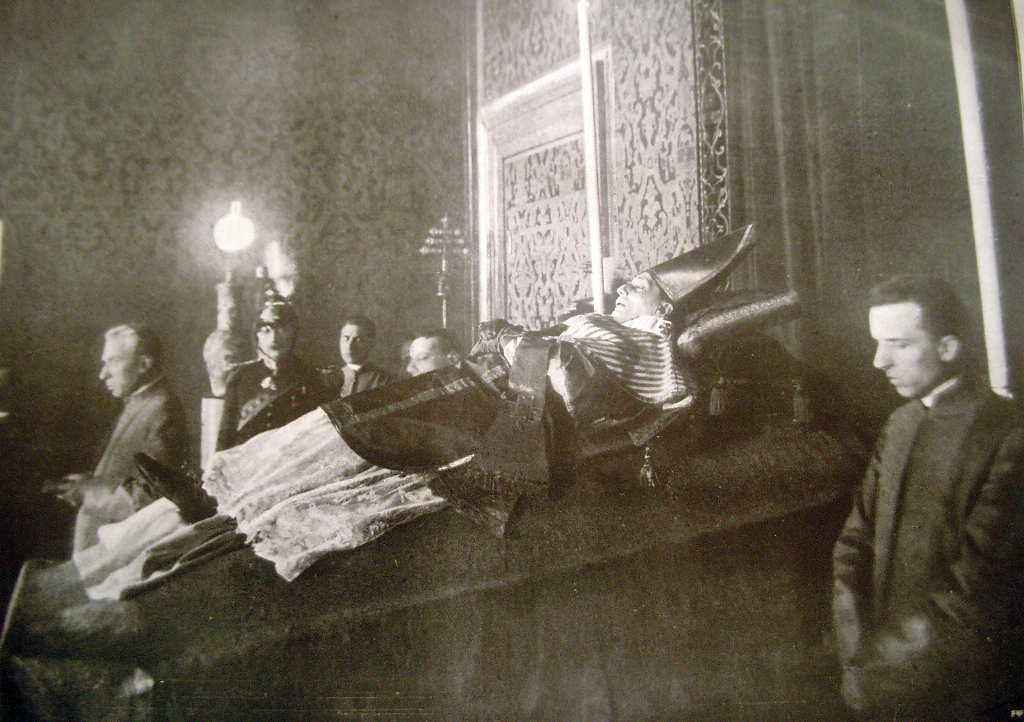
Corpo de Bento XV exposto no catafalco montado na Sala do Trono. O pontífice está vestido com vestes pontifícias “como se estivesse celebrando”, segundo as prescrições cerimoniais dos funerais pontifícios.

No dia 5 de janeiro de 1922, o pontífice começou a apresentar os primeiros sintomas de gripe, e uma semana depois, no dia 12 do mesmo mês, apareceu uma tosse forte e ele parecia febril: esses sintomas eram o prelúdio de uma terrível broncopneumonia. No dia 18 de janeiro, o Papa não conseguia mais sair da cama e no dia seguinte, por volta das 23 horas, o seu estado piorou, tanto que a Santa Sé comunicou ao governo italiano que a saúde do Santo Padre estava em perigo. Ele recebeu oxigênio depois que a respiração se tornou cada vez mais difícil, e o Cardeal Oreste Giorgi foi chamado à cabeceira do pontífice para recitar orações pelos moribundos. A sua condição melhorou ligeiramente por volta da meia-noite de 20 de janeiro, e o próprio pontífice insistiu que os seus assistentes médicos se retirassem durante a noite, altura em que parecia que ele poderia recuperar. Às 2h do dia 21 de janeiro, ele recebeu a última cerimônia. Bento XV quis encontrar-se em privado com o cardeal Pietro Gasparri durante cerca de 20 minutos para lhe comunicar os seus últimos desejos, confiando-lhe os seus últimos desejos. O boletim das 16h30 informava que o pontífice era ocasionalmente incoerente durante seus discursos; o boletim das 9h55, porém, deu a notícia de que a agonia do papa era profunda a tal ponto que ele não conseguiu reconhecer seus assistentes devido ao seu estado de delírio. Outro boletim às 10h05 informou que os batimentos cardíacos do papa estavam se tornando intermitentes. Ao meio-dia ele delirou e insistiu em se levantar para retomar o trabalho, mas uma hora depois entrou em coma. Notícias falsas dos jornais noturnos de Paris e Londres de 21 de janeiro anunciaram a morte do Papa às 5h daquele dia, justificando correções por parte dos correspondentes italianos, antes de um despacho oficial às 8h informando que o Papa estava vivo. Até o secretário do Cardeal Bourne foi forçado a anunciar em 21 de janeiro que o Papa não estava morto, depois de um membro do Colégio dos Cardeais ter confirmado erroneamente a morte do Papa. A agonia do pontífice começou às 5h20 do dia 22 de janeiro, e o Cardeal Giorgi deu a absolvição ao papa moribundo. O cardeal Gasparri chegou ao lado da cama de Bento XV às 17h30, quando o papa havia entrado em coma novamente. O Doutor Cherubini anunciou a morte do pontífice às 18h00. Após a sua morte, bandeiras foram hasteadas a meio mastro em edifícios governamentais: o gesto foi considerado uma homenagem ao Papa que contribuiu para a melhoria das relações entre a Santa Sé e o Estado italiano. Por outro lado, o jornal liberal de Roma, L'Epoca, já havia afirmado pouco antes da morte de Bento XV:
”O homem que está morrendo não esqueceu, como dissemos ontem, que é italiano. E a sua altura moral, que talvez amanhã pareça mais clara com a cessação das divergências e fricções do presente, é ainda uma nova glória italiana. Que o seu sucessor seja digno dele e prossiga a obra da verdadeira paz entre os homens de boa vontade, que foi sem dúvida o pensamento principal de Bento XV”.

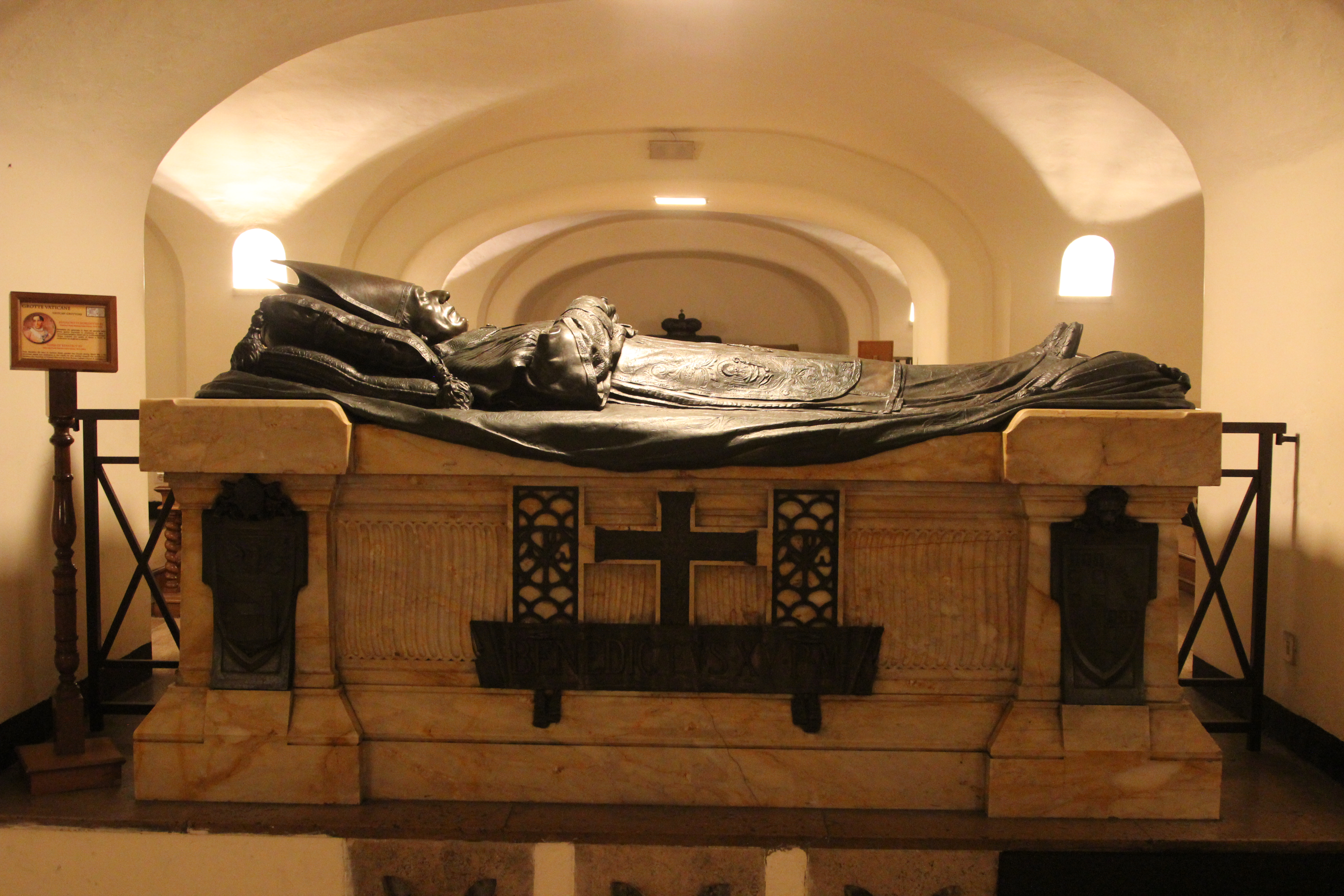
Tumba de Bento XV, nas Grutas do Vaticano, criada em 1922 pelo escultor Giulio Barberi. Seu corpo foi vestido com vestes pontifícias e exposto aos fiéis antes de ser, após o solene funeral, sepultado nas Grutas do Vaticano, em frente ao túmulo de seu antecessor Pio.

Em 6 de fevereiro do mesmo ano, o Papa Pio XI tornou-se seu sucessor.

## Brasão e lema

### Descrição
Escudo eclesiástico fendido de jalde e blau, com uma igreja de argente e telhado de goles brocante sobre o fendido. Chefe de jalde, com uma águia de voo estendido de sable, sainte, O escudo está assente em tarja branca. O conjunto pousado sobre duas chaves decussadas, a primeira de jalde e a segunda de argente, atadas por um cordão de goles, com seus pingentes. Timbre: a tiara papal de argente com três coroas de jalde. Sob o escudo, um listel de goles com o mote: IN TE DOMINE SPERAVI NON CONFVNDAR IN ÆTERNVM, em letras de jalde. Quando são postos suportes, estes são dois anjos de carnação, sustentando cada um, na mão livre, uma cruz trevolada tripla, de jalde.

### Interpretação
O escudo obedece às regras heráldicas para os eclesiásticos. Nele estão representadas as armas familiares do pontífice, os della Chiesa, de Gênova. O 1.º campo de jalde , por seu metal, simboliza: nobreza, autoridade, premência, generosidade, ardor e descortínio; o 2º, de blau (azul) representa o firmamento celeste e ainda o manto de Nossa Senhora, sendo que este esmalte significa: justiça, serenidade, fortaleza, boa fama e nobreza. A igreja é símbolo (armas falantes) da família ‘’della Chiesa’’, desde o século XVI, sendo de argente (prata) traduz: inocência, castidade, pureza e eloquência, e seu telhado de goles (vermelho) simboliza: o fogo da caridade inflamada no coração do Soberano Pontífice pelo Divino Espírito Santo, que o inspira diretamente do governo supremo da Igreja, bem como valor e o socorro aos necessitados, que o Vigário de Cristo deve dispensar a todos os homens. No chefe, a águia é símbolo de poder, generosidade e liberdade, e sua cor, sable (preto), representa: sabedoria, ciência, honestidade e firmeza. Os elementos externos do brasão expressam a jurisdição suprema do papa. As duas chaves "decussadas", uma de jalde (ouro) e a outra de argente (prata) são símbolos do poder espiritual e do poder temporal. E são uma referência do poder máximo do Sucessor de Pedro, relatado no Evangelho de São Mateus, que narra que Nosso Senhor Jesus Cristo disse a Pedro: "Dar-te-ei as chaves do reino dos céus, e tudo o que ligares na terra será ligado no céu, e tudo o que desligares na terra, será desligado no céu" (Mt 16, 19). Por conseguinte, as chaves são o símbolo típico do poder dado por Cristo a São Pedro e aos seus sucessores. A tiara papal usada como timbre, recorda, por sua simbologia, os três poderes papais: de Ordem, Jurisdição e Magistério, e sua unidade na mesma pessoa. No listel o lema: "Em Vós, Senhor, esperei, jamais serei confundido", tirado do saltério (Sl. 70,1) é uma expressão da total e confiante adesão a Cristo e do humilde abandono do papa nas mãos da Divina Providência.

## Ordenações[32]

### Ordenações episcopais
Foi o principal sagrante dos seguintes bispos:
- Antonio Lega † (1914)
- Sebastiano Nicotra † (1917)
- Eugenio Maria Giuseppe Giovanni Pacelli † (1917)
- Willem Marinus van Rossum, C.Ss.R. † (1918)
- Ersilio Menzani † (1921)
- Federico Tedeschini † (1921)
- Jules Tiberghien † (1921)
- Carlo Cremonesi † (1922)

E foi consagrante de:
- Raffaele Santi † (1912)